# Villainville
Villainville település Franciaországban, Seine-Maritime megyében. Lakosainak száma 303 fő (2022. január 1.). Villainville Anglesqueville-l’Esneval, Beaurepaire, Bordeaux-Saint-Clair, Criquetot-l’Esneval, Cuverville, Gonneville-la-Mallet és Pierrefiques községekkel határos.

## Népesség
A település népessége az elmúlt években az alábbi módon változott:
| Lakosok száma | 330  | 319  | 294  | 289  | 286  | 282  | 292  | 303  |
|               | 2013 | 2015 | 2017 | 2018 | 2019 | 2020 | 2021 | 2022 |